# Neal Purvis e Robert Wade
Neal Purvis (9 settembre 1961) e 
  Robert Wade (Penarth, 1962), sono due sceneggiatori britannici, noti per aver sceneggiato i film di James Bond dal 1999 ad oggi e per aver creato il personaggio di Johnny English.

## Biografia
Purvis e Wade si conoscono all'università del Kent, dove sono compagni di stanza e iniziano a suonare insieme in un gruppo musicale, cosa continuata per i successivi venti anni. Purvis consegue la laurea in arte fotografica e cinematografica, mentre Wade si trasferisce a Londra, dove poi verrà raggiunto da Purvis. Prima di iniziare la loro carriera come sceneggiatori cinematografici, per sei anni hanno scritto videoclip musicali come ghostwriter.

## Filmografia

### Sceneggiatori

#### Cinema
- Let Him Have It, regia di Peter Medak (1991)
- Plunkett & Macleane, regia di Jake Scott (1999)
- Il mondo non basta, regia di Michael Apted (1999)
- La morte può attendere, regia di Lee Tamahori (2002)
- Johnny English, regia di Peter Howitt (2003)
- L'ora della verità (Return to Sender), regia di Bille August (2004)
- Stoned, regia di Stephen Woolley (2005)
- Casino Royale, regia di Martin Campbell (2006)
- Quantum of Solace, regia di Marc Forster (2008)
- Skyfall, regia di Sam Mendes (2012)
- Spectre, regia di Sam Mendes (2015)
- No Time to Die, regia di Cary Fukunaga (2021)

#### Televisione
- SS-GB - miniserie TV, 5 episodi (2017)

### Produttori
- L'ora della verità (Return to Sender), regia di Bille August (2004) - co-produttori
- Stoned, regia di Stephen Woolley (2005) - co-produttori
- SS-GB - miniserie TV, 5 episodi (2017) - produttori esecutivi

## Riconoscimenti
- British Academy Film Awards
  - 2007 – Candidatura per la miglior sceneggiatura non originale per Casino Royale
  - 2007 – Candidatura per il miglior film britannico per Casino Royale
  - 2013 – Miglior film britannico per Skyfall
- Edgar Award
  - 2007 – Candidatura per la miglior sceneggiatura per Casino Royale
- Saturn Award
  - 2007 – Candidatura per la miglior sceneggiatura per Casino Royale